# Asahi Masuyama
Asahi Masuyama (増山 朝陽 Masuyama Asahi?), född 29 januari 1997 i Fukuoka prefektur, är en japansk fotbollsspelare.
Masuyama började sin karriär 2015 i Vissel Kobe. 2017 blev han utlånad till Yokohama FC. Han gick tillbaka till Vissel Kobe 2018. 2020 flyttade han till Avispa Fukuoka.